# Neumark (Vogtland)
Neumark település Németországban, azon belül Szászország tartományban. Lakosainak száma 2882 fő (2023. december 31.). Neumark Reichenbach im Vogtland és Heinsdorfergrund községekkel határos.

## Népesség
A település népességének változása:
| Lakosok száma | 3013 | 2990 | 2976 | 2936 | 2915 | 2882 |
|               | 2014 | 2017 | 2019 | 2021 | 2022 | 2023 |